# پالاجیانو
پالاجیانو (به ایتالیایی: Palagiano) یک کومونه در ایتالیا است که در استان تارانتو واقع شده‌است.

## خصوصیات
پالاجیانو ۶۹٫۰۶ کیلومترمربع مساحت و ۱۶٬۱۲۰ نفر جمعیت دارد و ۶۳ متر بالاتر از سطح دریا واقع شده‌است.